# Geisenried
Geisenried ist ein Gemeindeteil der Stadt Marktoberdorf und eine Gemarkung im Landkreis Ostallgäu im bayerischen Regierungsbezirk Schwaben.
Das Pfarrdorf liegt westlich des Hauptortes Marktoberdorf an der Kreisstraße OAL 10. Am nordwestlichen Ortsrand verläuft die B 12 und unweit östlich des Ortes die B 472. Südwestlich erstreckt sich das rund 49 ha große Naturschutzgebiet Räsenmoos, südöstlich fließt die Wertach.
Die Gemarkung liegt vollständig auf dem Gebiet der Stadt Marktoberdorf, deren nordwestlichen Teil sie bildet. Auf ihr liegen Engratsried, Geisenried, Hattenhofen und Liebwies.

## Geschichte
Die Gemeinde Geisenried bestand 1961 aus den fünf Orten Geisenried, Engratsried, Hattenhofen, Liebwies und Schütz und hatte 536 Einwohner, 393 davon im Pfarrdorf Geisenried. Die Gemeindefläche betrug 1397,12 ha. Im Zuge der Gebietsreform in Bayern wurde sie aufgelöst und am 1. April 1972 nach Marktoberdorf eingemeindet.

## Bauwerke

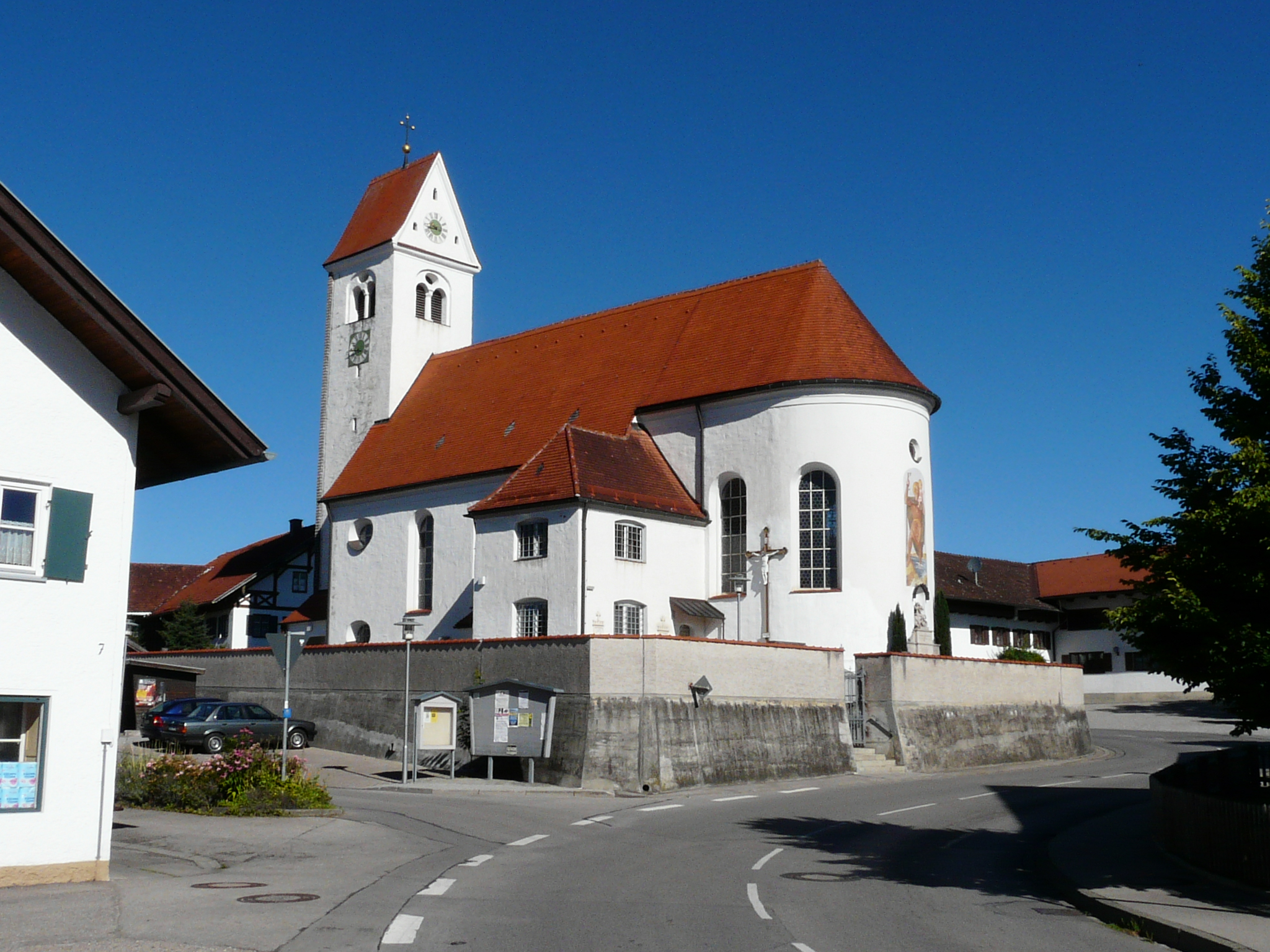
Pfarrkirche St. Alban und Katharina (2012)

In der Liste der Baudenkmäler in Marktoberdorf sind für Geisenried fünf Baudenkmale aufgeführt, darunter:
- Die barocke katholische Pfarrkirche St. Alban und Katharina ist ein Saalbau mit Satteldach und Westturm mit Steildach. Sie wurde 1700/01 erbaut und 1702 geweiht. 1730 wurde die Chor- und 1781 die Langhausdecke erneuert.
- Das im Jahr 1749 errichtete katholische Pfarrhaus ist ein zweigeschossiger Walmdachbau mit Architekturmalereien.